# Cegeka Arena
De Cegeka Arena, ook gekend als het Fenixstadion is het stadion van voetbalclub KRC Genk. Het is met 21.300 plaatsen het op drie na grootste stadion van België. Alleen het Koning Boudewijnstadion, het Jan Breydelstadion van Cercle Brugge en Club Brugge en het Maurice Dufrasnestadion van Standard Luik zijn groter. Van 2007 tot 2016 was het stadion bekend onder de naam Cristal Arena.
De hybride grasmat sinds juli 2018 is voorzien op alle weersomstandigheden: er is een sprinklerinstallatie en een drainagesysteem. Bovendien is het Genkse veld uitgerust met veldverwarming.
De benaming Cristal Arena werd gebruikt van 1 juni 2007 tot 7 juni 2016. Voordien heette het stadion het Fenixstadion. Bierbrouwer Alken-Maes schonk voor vijf jaar de naam van zijn Limburgse pils, Cristal Alken, aan het stadion. Het was de tweede keer dat een stadion van een Belgische club een commerciële naam kreeg. KV Mechelen ging Genk daar met het Scarletstadion in voor. In juni 2016 veranderde de naam in Luminus Arena, naar sponsor Luminus. In augustus 2021 kreeg het voetbalstadion van KRC Genk de naam Cegeka Arena.
Indien België er, samen met Nederland, in geslaagd was om het WK voetbal binnen te halen (wat niet het geval was), dan zou de Cegeka Arena een van de speelstadions zijn. De capaciteit zou dan uitgebreid worden tot 40 à 45.000 toeschouwers.
Op 15 oktober 2008 raakte bekend dat het geplande recreatiecomplex goedgekeurd werd door de overheid. Ook is er in het plan opgenomen dat een uitbreiding van het stadion, door de kandidatuur voor het WK 2018, tot 45.000 plaatsen mogelijk is. Racing Genk denkt via deze weg zijn budget gevoelig te kunnen optrekken. Het is niet de bedoeling om een nieuw winkelcentrum te openen. Het complex mag enkel activiteiten van het genre fitness, bowling, sportwinkels e.d. omvatten.
Door de werken aan de grasmat en atletiekpiste in het Koning Boudewijnstadion hebben de Rode Duivels in het voorjaar van 2009 twee interlands afgewerkt in het stadion. Zowel de oefeninterland tegen Slovenië als de belangrijke kwalificatiewedstrijd tegen Bosnië-Herzegovina werden op Genkse bodem gespeeld.

## Geschiedenis
De huidige Cegeka Arena staat op dezelfde plaats als het vroegere stadion van Thor Waterschei, het André Dumontstadion. Na de fusie van Thor Waterschei met KFC Winterslag ging de nieuwe fusieclub KRC Genk aanvankelijk in het voormalige stadion van Winterslag (stadion Noordlaan, thans afgebroken) spelen. Ondertussen werd in het André Dumontstadion een moderne hoofdtribune gebouwd. Toen het stadion twee jaar later opnieuw in gebruik kwam, werd het omgedoopt tot Thyl Gheyselinckstadion, naar de manager die weliswaar de fusie tussen beide Genkse clubs tot stand bracht maar ook verantwoordelijk was voor de afbouw en sluiting van de Limburgse mijnen. Deze naam was lange tijd onderwerp van kritiek bij vele fans, onder wie zich vele ex-mijnwerkers bevonden.
In het voorjaar van 1999, toen KRC Genk haar eerste landstitel veroverde, werd het stadion omgebouwd. De staanplaatsen achter het noordelijke doel en de grote staantribune langs de zijlijn werden vervangen door moderne zittribunes. Het stadion werd omgedoopt tot Fenixstadion.
In 2001 werd de tweede fase van de verbouwing ingezet. Door de stijgende vraag naar businessplaatsen werd besloten om de Corner Zuid te bouwen. Deze werd een kopie van de Corner Noord.
In 2002 werd dan uiteindelijk ook de zuidelijke staantribune vervangen door een moderne tribune met bovenaan zitplaatsen en onderaan staanplaatsen. Deze staanplaatsen kunnen omgebouwd worden tot zitplaatsen, bijvoorbeeld voor Europese wedstrijden waar staanplaatsen verboden zijn. Het stadion was nu volledig dichtgebouwd en werd voortaan beschouwd als een van de modernste van België.
In 2007 werd de hoofdtribune grondig verbouwd. Het businessgedeelte werd aangepast aan de noden van deze tijd, zodat sindsdien ook de loge- en business seathouders kunnen ontvangen worden in een stijlvolle en kwalitatief hoogstaande infrastructuur. Vanaf dan ging het stadion als Cristal Arena door het leven.
In 2012 werd dan een nieuwe ingrijpende vernieuwing tot stand gebracht. Er werd een nieuwe overdekte traingshal gebouwd en de catacomben van het stadion kregen een grondige facelift. Het gehele betalingsverkeer binnen het stadion verloopt voortaan digitaal en onder druk van de UEFA werd een elektronisch toegangscontrolesysteem geïntroduceerd. Verder werden de zitjes in alle tribunes vervangen door zitjes met rugleuning.
Door deze laatste aanpassingen verkreeg de Cristal Arena van de UEFA het A-label, dat nodig is om Europese wedstrijden te kunnen blijven spelen in het eigen stadion.
In juni 2016 werd de naam officieel veranderd in Luminus Arena, naar het Belgische energiebedrijf Luminus.
Op 26 augustus 2021 werd de naam veranderd in Cegeka Arena, naar het Belgische IT bedrijf Cegeka. Dankzij de 10-jarige samenwerking met Cegeka wil KRC Genk het stadion omvormen tot een hoogtechnologisch stadion, waarbij de innovatieve 5G-technologie een belangrijke rol kan spelen.

## Ongeval
Op 25 augustus 2013 viel in de Cristal Arena een 5-jarige bezoeker tijdens de rust van een wedstrijd in een trapopening. Hij raakte levensgevaarlijk gewond en bleef enkele weken in coma. Ook al ging het om een noodlottig ongeval en is de Cristal Arena in orde met alle veiligheidsvoorzieningen, KRC Genk heeft beloofd er alles aan te doen dit soort ongevallen in de toekomst te vermijden.
De jonge bezoeker herstelde zodanig dat hij op 17 november 2013 de aftrap mocht geven van de wedstrijd KRC Genk - RSC Anderlecht.
AFAS-stadion Achter de Kazerne (KV Mechelen) ·
Bosuilstadion (Antwerp FC) ·
Cegeka Arena (KRC Genk) ·
Edmond Machtensstadion (RWDM) ·
Ghelamco Arena (KAA Gent) ·
Guldensporenstadion (KV Kortrijk) ·
Jan Breydelstadion (Cercle Brugge · Club Brugge) ·
Olympisch stadion (Beerschot VA) ·
Florent Beeckmanstadion (FC Dender) ·
King Power at Den Dreef Stadion (OH Leuven) ·
't Kuipje (KVC Westerlo) ·
Lotto Park (RSC Anderlecht) ·
Maurice Dufrasnestadion (Standard Luik) ·
Stade du Pays de Charleroi (Sporting Charleroi) ·
Stayen (STVV)